# Jonny Malbon
Jonny Malbon, né le 11 juillet 1974, est un navigateur et Skipper professionnel britannique.

## Biographie
Diplômé de la célèbre Université de Greenwich, sportif complet, moniteur de kayak, de windsurf et de voile, il fait partie de ces marins à la tête bien faite, bosseurs et méticuleux. Il devient le préparateur (boat captain) durant de longues années de Mike Golding, d'Ellen MacArthur, de Dee Caffari ou encore de Brian Thompson, ce qui lui permet connaître sur le bout des doigts les subtilités des 60 pieds. Il a également œuvrer aux côtés de Chay Blyth pour le Global Challenge en tant qu'entraîneur. En 2005, il part comme équipier dans l'Oryx Quest sur le catamaran Doha 2006 barré par Brian Thompson.
Au retour de l'Oryx Quest, il est promu skipper de Artemis Ocean Racing I un IMOCA de 2001 avec lequel il bat le record du tour des îles britanniques en 7 jours, 4 h et 29 minutes en 2006
En 2008, il prend possession d'un nouveau bateau Artemis Ocean Racing II pour le Vendée Globe,. Le bateau mis à l'eau tardivement, il annule sa participation à la Transat Artemis. Le 4 août il termine 7e du Cowes Artemis Challenge. Pour se qualifier pour le Vendé Globe il réalise la parcours de 2 500 milles entre le 13 août et le 5 septembre. Il abandonne au sud de la Nouvelle Zélande, avec un problème de Grand Voile, alors qu'il était 12e

## Palmarès
- 2002
  - Vainqueur Round Island en double sur  Kingfisher
  - 3e de la Rubicon Regatta :  sur  Kingfisher

- 2003
  - 5e dans la Calais Round Britain Race sur Team 888 en double avec Mark Denton
  - 9e de la Rolex Fastnet Race : sur Team 888
  - 2e Daimler Chrysler North Atlantic Challenge sur Team 888
  - Vainqueur de l'Atlantic Rally for Cruisers sur Volvo 60 Spirit

- 2005
  - Vainqueur de l'Oryx Quest comme équipier sur Doha 2006 barré par Brian Thompson.

- 2006
  - Vainqueur de la RORC Round Britain and Ireland Race en IMOCA sur The Scanner en double avec David Bartlett

- 2007
  - Vainqueur de la Morgan Round The Island Race
  - Vainqueur de la Cowes-Dinard

- 2008
  - 7e du Cowes Artemis Challenge sur Artemis Ocean Racing II
  - Abandon dans le Vendée Globe sur Artemis Ocean Racing II

- 2009
  - 5e du GP Petit Navire de Douarnenez sur Artemis Ocean Racing II
  - 37e de la Solitaire du Figaro[3]
  - 27e du Tour de Bretagne

- 2010
  - 10e de la Transmanche
  - 16e de la Solo Concarneau
  - 32e de la Quiberon Solo